# Johannes Weidenmüller (Musiker)
Johannes Weidenmüller (* 1966 in Heidelberg) ist ein deutscher Jazz-Bassist.
Weidenmüller lernte in der Kindheit Cello und später Kontrabass, von 1989 bis 1991 studierte er an der Hochschule für Musik Köln. Er zog 1991 nach New York, studierte dort bis 1994 an der New School u. a. bei Dave Holland und Cecil McBee. Er gehörte den Ensembles von Hank Jones, Ray Barretto, Carl Allen und Vincent Herring, John Abercrombie und Joe Lovano an und arbeitete als Sideman u. a. mit Eddie Henderson, Dewey Redman, Randy Brecker, Kenny Wheeler, Toots Thielemans, George Benson, Wynton Marsalis, Joshua Redman, Gary Bartz, Johnny Coles, Clifford Jordan, Fred Hersch und Joe Chambers. Außerdem wirkte er an Aufnahmen mit dem Spanischen Nationalorchester, dem Balthasar-Neumann-Ensemble, dem Flamenco-Musiker Chano Domínguez und dem indianischen Ensemble von Gaurav Madzumdar mit. Unter anderem wurde er 1996 mit dem Hennessey Jazz Prize ausgezeichnet.
Seit 1997 unterrichtet er Bass und Ensemblespiel an der New Yorker New School of Music, ist Mitglied des Mannes College of Music und gibt Kurse an verschiedenen Universitäten der USA und am Conservatorium van Amsterdam. 2005 veröffentlichte er ein Buch und eine CD über metrische Modulationen.

## Diskographische Hinweise
- Harry Allen: I love Mancini
- Franck Amsallem: on second thought
- Franck Amsallem Trio: Summer Time
- Ray Barretto: New World spirits
- George Colligan: Jam Session Vol.4
- Jay Collins: Cross Culture
- Christopher Dell Quartet: other voices
- Heather Eatman: Candy and Dirt
- Somiku Fukatsu: Catch a Rainbow
- Anke Helfrich: You'll See
- Harumi Igarashi: A Song for You
- Ethan Iverson: School work
- Chris Kase: Starting now
- Chris Kase: A Song We Once Knew
- Guillermo Klein: El Minotauro
- Jonathan Kreisberg: Trioing
- John Labelle: If You See Her
- Prism Saxophone Quartet: Real Standard Time
- Jochen Rückert: Introducing
- Christoph Schweitzer: Normal Garden
- Christoph Schweitzer Septet: Physique
- Jacques Schwarz-Bart Quartet: Immersion
- Russ Spiegel: Monky
- Ted Rosenthal Quintet: Expressions
- Kenny Werner: Peace
- Kenny Werner: Form and Fantasy
- Kenny Werner: Beauty Secrets
- Kenny Werner: Beat Degeneration
- Gary Versace: Trio
- Carlo Vutera: Mi Amor: Boleros Napoletanos
- Phil Yoon: E.J.
- Phil Yoon: Reminiscences of Mom